# جورو جاكوفيتش
جورو جاكوفيتش (بالكرواتية: Đuro Đaković) وُلد في قرية برودسكي فاروش بالقرب من سلافونسكي برود ، في مملكة سلافونيا النمساوية المجرية ، في سن 18 عامًا بحثًا عن وظيفة كعامل معدني ، انتقل إلى سراييفو . هناك، في نوفمبر 1905 ، انضم إلى اتحاد الحركة الراديكالية المشكلة حديثًا، وشارك في العديد من الإضرابات في السنوات التالية. ولد ابنه ستيبان في سراييفو في عام 1912 ؛ شيوعي اللذي قتل ستجيبان تشاكوفيتش من قبل النازيين في عام 1942. 
في تجمع في ضواحي سراييفو، في أوائل عام 1915 ، رفع صوته ضد الحرب، التي ألقي القبض عليه ومثل أمام محكمة عسكرية، والتي أدانته حتى الموت. ونُقل فيما بعد إلى اختصاص المحكمة المدنية، الذي عفا عنه وحكم عليه بالسخرة. 
بعد الحرب، بدأ نشاط جورو تشاكوفيتش. في نهاية فبراير، قام بتنظيم إضراب عام لطبقة العمال المحرومين حضره 30000 عامل. لقد كان ملتزماً بجعل حق التصويت للنساء وجميع الأشخاص الذين بلغوا سن العشرين والذين يعيشون في سراييفو لأكثر من ستة أشهر. 
شارك جاكوفيتش في مؤتمر التوحيد الذي أنشئ فيه حزب العمال الاشتراكي في يوغوسلافيا، وبسبب مشاركته في التحضير وعقد احتفال 1 مايو في سراييفو، تم اعتقاله وقضى عدة أشهر في الحجز. في بداية العشرينات من القرن العشرين، بدأ العمل السياسي النشط. انتخب في الانتخابات البرلمانية لمجلس الشعب للجمعية الدستورية لمملكة الصرب والكروات والسلوفينيين . في يونيو 1921 ، سافر إلى موسكو كمندوب في المؤتمر الثالث للكومنترن ، وبعد عودته إلى يوغوسلافيا، قُبض عليه مرة أخرى وحُكم عليه بالسجن عشرة أشهر بسبب أنشطته الشيوعية والنقابية. 
واصل جاكوفيتش العمل الثوري، وبعد عدة اعتقالات أخرى في عام 1923 ، طُرد من سراييفو إلى وطنه. في عام 1927 ، التحق في مدرسة لينين الدولية في موسكو وبقي هناك حتى عام 1928. تحت الاسم المستعار لبوسني عاد إلى يوغوسلافيا وعمل على تأسيس منظمات حزبية. 
عارض داكوف بنشاط دكتاتورية الملك ألكسندر الأول في السادس من يناير . نتيجةً لذلك، قُبض عليه في زغرب مع نيكولا هيتشيموفيتش، سكرتير المساعدة الحمراء. تم إعدامهم على الحدود اليوغسلافية النمساوية في 25 أبريل 1929. في محاولة للهروب من المسؤولية، حاولت السلطات إخفاء جريمة القتل. بعد استخراج الجثث، تبين أن الضحايا أطلقوا النار على مسافة صغيرة، مما أثبت أنه قتل. 

## ذاكرة

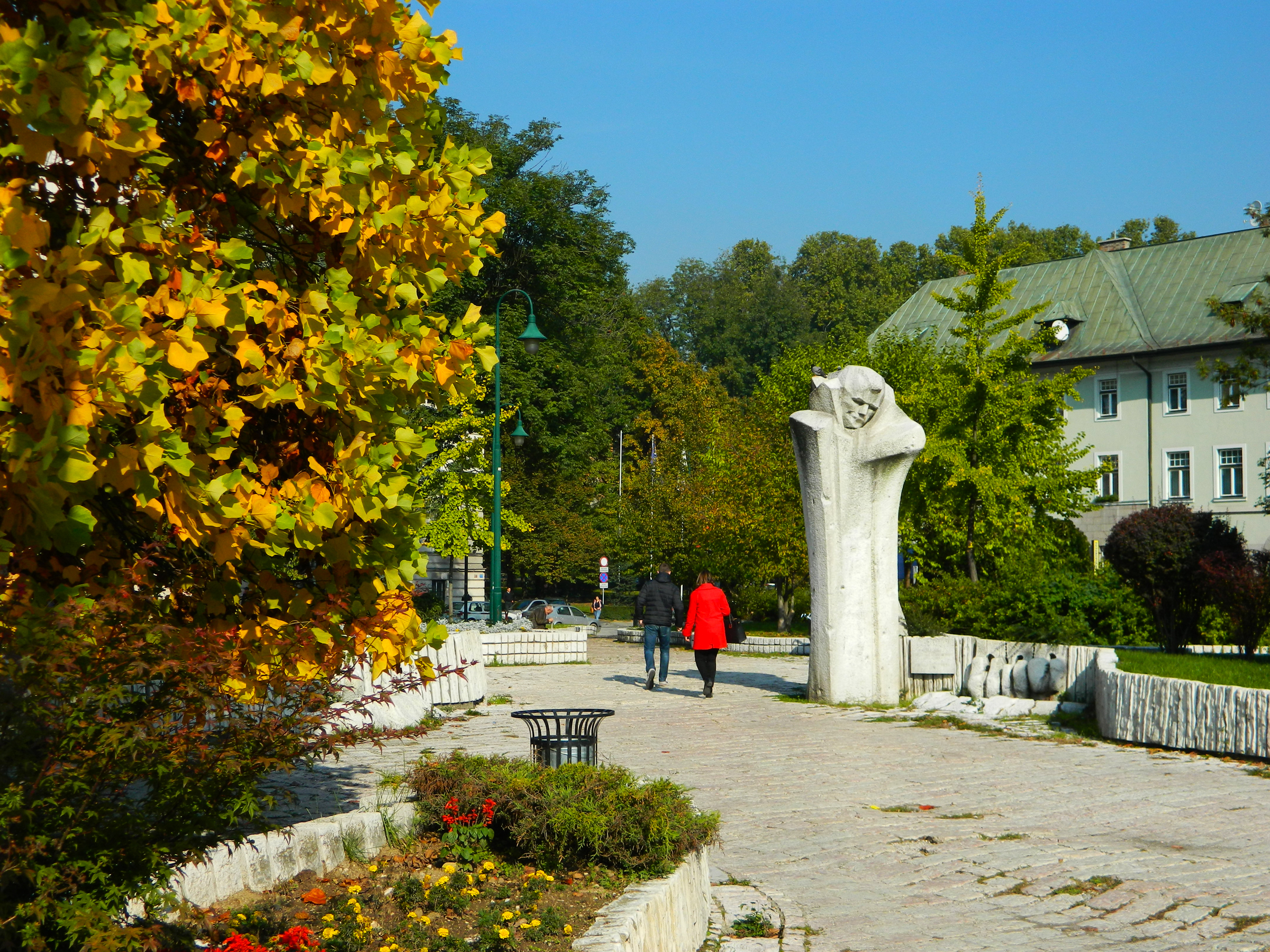
الحديقة التذكارية لشاكوفيتش في سراييفو ، بقلم ليوبومير دنكوفيتش ، 1973

أعطيت اسم جاكوفيتش في صيف 1937 لإحدى كتائب اللواء الدولي 129 للجيش الجمهوري الإسباني . 
في عام 1942 ، في بلجيكا ، استلمت أيضًا وحدة حركة مقاومة عسكرية مؤلفة من مهاجرين يوغسلافيين، معظمهم من عمال المناجم، من الحدود الدلماسية ومنطقة إموتسكي المحيطة بها.  
في مسقط رأسه سلافونسكي برود ، تم تسمية مصنع العربة الذي كان يعمل فيه على اسمه في عام 1947.  لا تزال الشركة تعرف باسم Đuro Đaković Grupa dd .

## معرض صور

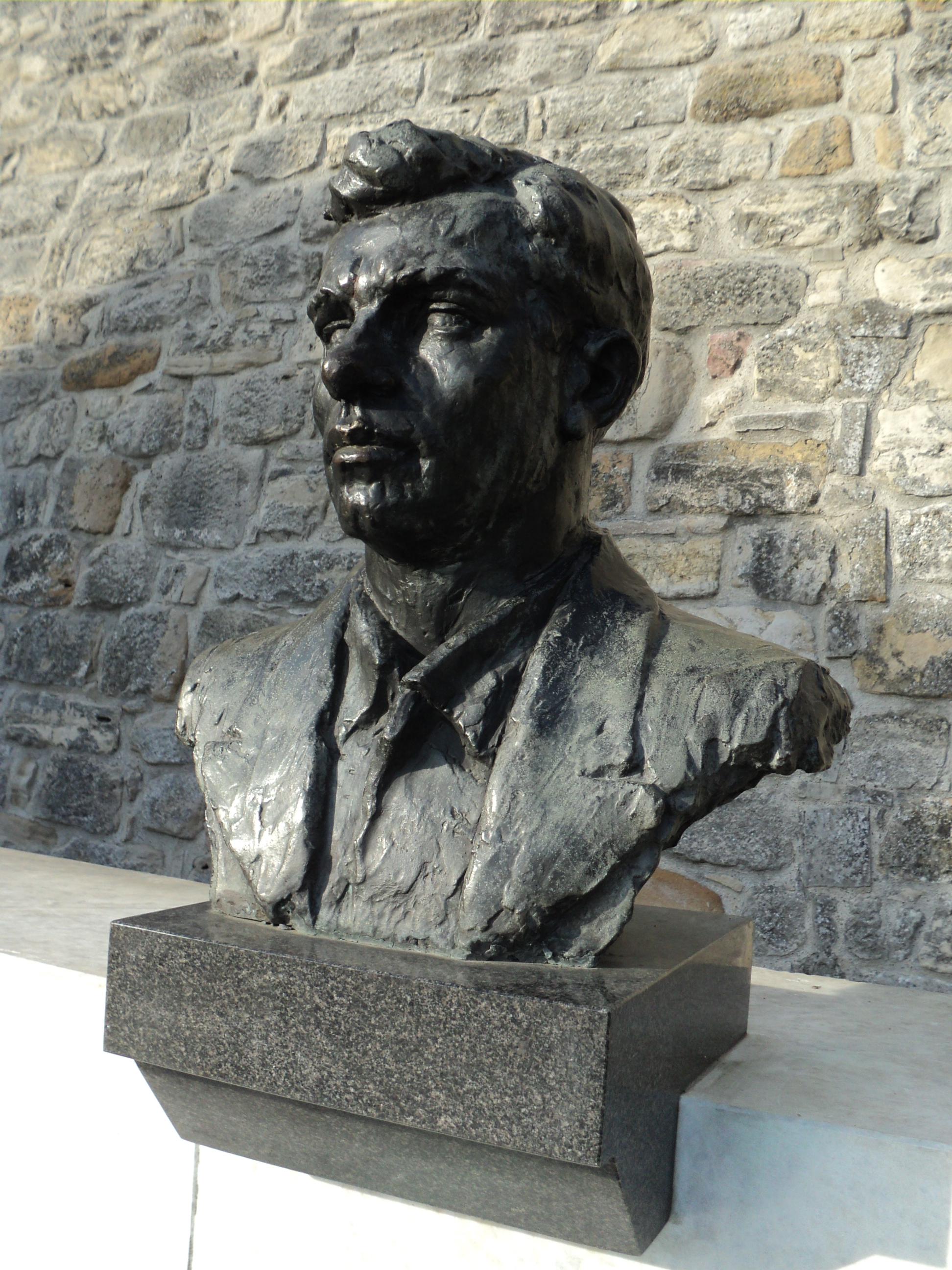
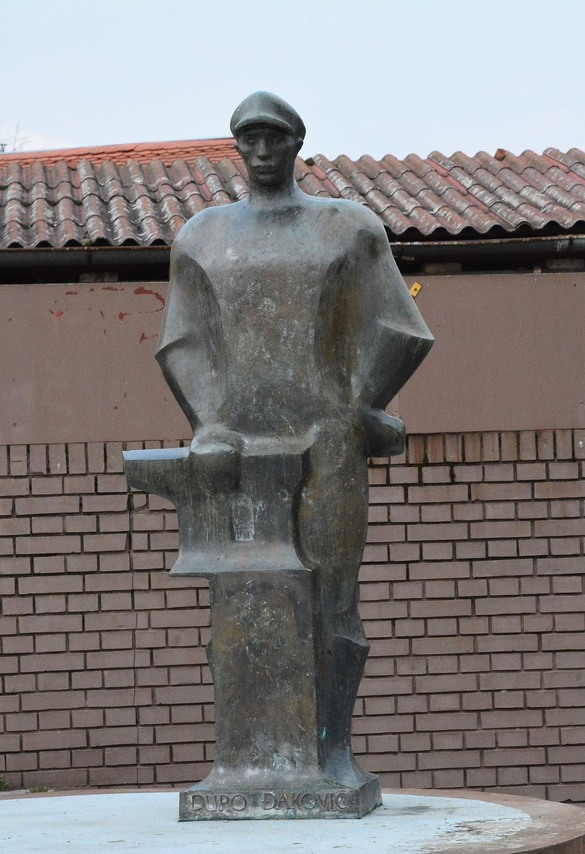
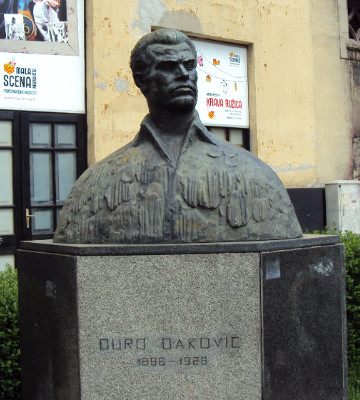
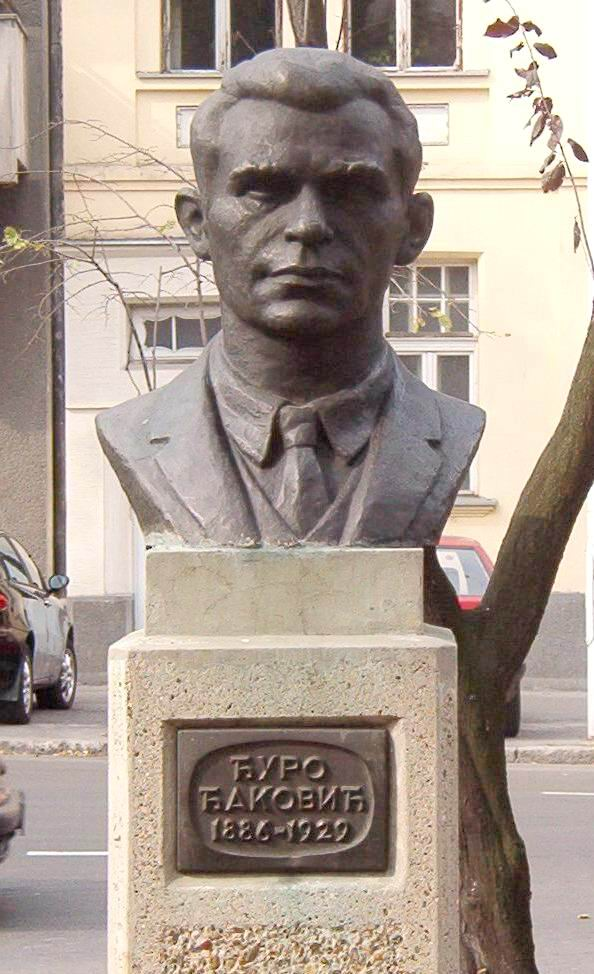
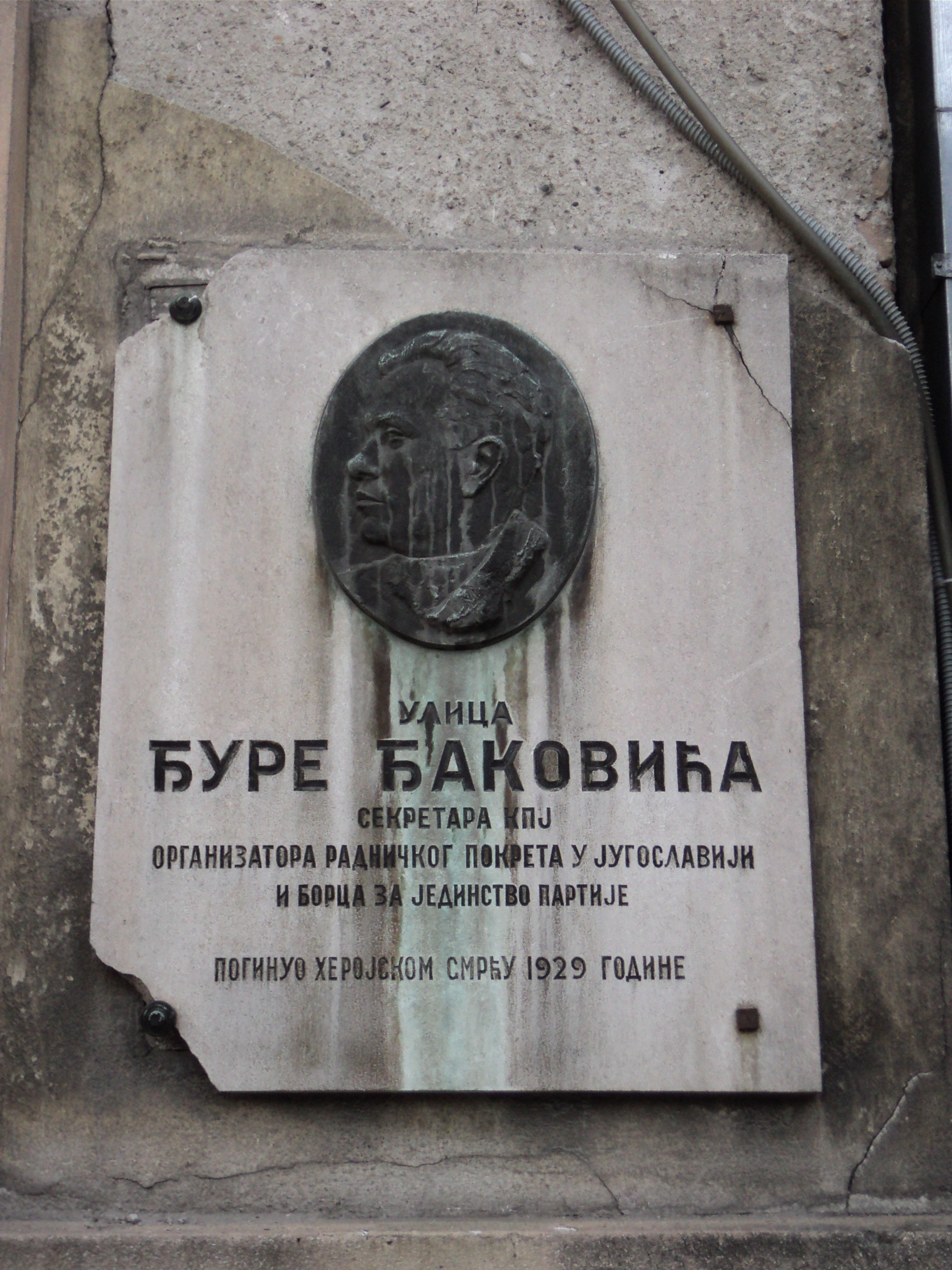